# Miesięcznik Żydowski
Miesięcznik Żydowski – polskojęzyczne, żydowskie czasopismo naukowe, społeczne i polityczne, wydawane w latach 1930–1935 w Warszawie.
Miesięcznik przeznaczony był dla polskiej i żydowskiej inteligencji. Siedziba redakcji znajdowała się w Łodzi, a w Warszawie znajdowała się administracja oraz drukarnia. W „Miesięczniku Żydowskim” publikowano artykuły na tematy społeczne, ekonomiczne i polityczne, opisywano także żydowską kulturę oraz życie Żydów w Palestynie i na świecie.
Do współpracowników czasopisma należeli m.in. Mojżesz Altbauer, Majer Bałaban, Izydor Berman, Jakub Bleiberg, Roman Brandstaetter, Zygmunt Bychowski, Karol Dresdner, Wilhelm Fallek, Juliusz Feldhorn, Jeremiasz Frenkiel, Filip Friedman, Natan Gelber, Aurelia Gottliebowa, Apolinary Hartglas, Mojżesz Kanfer, Pinchas Kon, Janusz Korczak, Szymon Landau, Jakub Leszczyński, Chaim Löw, Raphael Mahler, Mateusz Mieses, Ludwik Oberlaender, Edward Poznański, Emanuel Ringelblum, Henryk Rundstein, Jakub Schall, Ignacy Schiper, Mojżesz Schorr, Edmund Stein, Herman Sternbach, Ariel Tartakower, Rudolf Taubenschlag, Ozjasz Tillemann i Jehuda Warszawiak.